# Phalera goniophora
Phalera goniophora är en fjärilsart som beskrevs av George Francis Hampson 1910. Phalera goniophora ingår i släktet Phalera och familjen tandspinnare. Inga underarter finns listade i Catalogue of Life.